# Sofia Reideborn
Hanna Sofia Isabelle Reideborn, född 24 mars 1999 i Stockholm, är en svensk ishockeymålvakt som spelar för Haninge Anchors HC. 
Reideborns moderklubb är AIK och med dem gjorde hon debut i Riksserien säsongen 2015/2016. Säsongen därpå skrev hon kontrakt med SDE HF i Svenska damhockeyligan och blev kvar där i tre säsonger. Till säsongen 2021/2022 skrev hon kontrakt med Göteborg HC i samma liga. Klubben hade under säsongen stora problem och vann inte en enda match i grundserien men räddades kvar genom seger i kvalet mot Malmö Redhawks, en seger där Reideborn var starkt bidragande genom att ta 24 av 25 skott. Efter säsongen kritiserade hon starkt klubben i media.
Reideborn är känd som frispråkig och har bland annat uttalat sig om löneskillnaderna mellan dam- och herrhockeyn som fullt rimliga och kritiserat parförhållanden inom lagen som ett stort problem i damhockeyn. Det senare uttalandet ledde till att hon fick ta paus från ishockeyn säsongen 2020/2021. Sofia Reideborn är syster till KHL-spelaren Adam Reideborn och hon försvarar spelare som väljer att spela i Ryssland även under den internationella bojkotten som pågår i spåren av Rysslands invasion av Ukraina.
I september 2022 presenterades Reideborn som krönikör för tidningen Nongrata som beskriver sig som "oberoende banjohöger".

## Klubbkarriär
| 2014/15 | AIK U16        | U16 Div.1  | 6  | 4,70 | 84,7 % | - | -      |          |   |      |        |   |       |
| 2014/15 | AIK U16        | U16 SM     | 1  | 2,00 | 90,5 % | 0 | 1-0-0  |          |   |      |        |   |       |
| 2014/15 | AIK            | Riksserien | 0  | -    | -      | - | -      |          |   |      |        |   |       |
| 2015/16 | AIK            | Riksserien | 6  | 1,66 | 91,9 % | 1 | 5-1-0  | Playoff  | 0 | -    | -      | - | -     |
| 2015/16 | AIK J18        | J18 Elit   | 1  | 2,00 | 94,6 % | 0 | 1-0-0  |          |   |      |        |   |       |
| 2016/17 | SDE HF         | SDHL       | 14 | 3,96 | 90,1 % | 0 | 1-13-0 | Kval ner | 5 | 1,17 | 94,2 % | 2 | 4-1-0 |
| 2017/18 | SDE HF         | SDHL       | 28 | 3,46 | 91,0 % | 1 | 8-20-0 | Kval ner | 2 | 1,00 | 93,6 % | 0 | 2-0-0 |
| 2018/19 | SDE HF         | SDHL       | 31 | 3,40 | 92,1 % | 1 | 5-25-0 | Kval ner | 2 | 1,00 | 96,0 % | 0 | 2-0-0 |
| 2019/20 | SDE HF         | SDHL       | 18 | 2,80 | 92,1 % | 3 | 5-12-0 | Playoff  | 1 | 2,78 | 90,0 % | 0 | 0-0-0 |
| 2020/21 | Sundbybergs IK | Division 4 | 1  | 4,01 | 91,7 % | 0 | 0-1-0  |          |   |      |        |   |       |
| 2021/22 | Göteborg HC    | SDHL       | 24 | 4,91 | 88,6 % | 0 | 0-23-0 | Kval ner | 3 | 0,67 | 97,3 % | 1 | 2-1-0 |